# 경매·입찰방해죄
경매·입찰방해죄는 위계 또는 위력 기타 방법으로 경매 또는 입찰의 공정을 해한 범죄를 말한다. 개인적 법익에 대한 죄 중 명예와 신용에 관한 죄에 속한다.

## 판례
1. 단독입찰하면서 경쟁입찰을 가장한 사건- 갑은 을, 병과 공모하여 A전문대학 학생과 사무실에서 위 대학 졸업앨범제작 입찰에 갑으로 하여금 낙찰을 받게 할 목적으로, 병과 모 등을 가장 경쟁자로 내세워 서류를 제출한 후, 갑은 낙찰을 받았다면 이는 경쟁입찰의 방법을 해한 것으로 입찰방해죄가 된다.
2. 순번제로 단독응찰하고 나머지는 들러리 선 사건- 위계로써 입찰의 공정을 해한 경우 입찰방해죄가 된다.
3. 입찰장소 주변을 에워싼 사건- 입찰장소의 주변을 에워싸고 사람들의 출입을 막는 등 위력을 사용하여 입찰에 참가하려는 사람을 참석하지 못하도록 한 행위는 입찰방해죄를 구성한다.
4. 모의하였으나 입찰시행자에게 유리하게 결정된 사건 - 갑과 을은 입찰에서 갑이 낙찰받도록 하기 위하여 갑은 을보다 낮은 시가로 응찰하기로 공모한 뒤 각 응찰하여 갑이 낙찰을 받았으나 낙찰단가가 입찰시행자에게 유리하게 결정되었다. 갑과 을 간 금품수수는 없었지만 입찰방해죄는 위계 또는 위력 기타의 방법으로 입찰의 공정을 해하는 경우에 성립하는 위태범이기 때문에 현실적으로 입찰의 공정을 해한 결과가 발생할 필요는 없다. 따라서 입찰방해죄가 성립한다.

- 입찰자들 상호간에 특정업체가 낙찰받기로 하는 담합이 이루어진 상태에서 그 특정업체를 포 함한 다른 입찰자들은 당초의 합의에 따라 입찰에 참가하였으나, 일부 입찰자는 자신이 낙찰 받기 위해 당초의 합의에 따르지 않고 오히려 낙찰받기로 한 특정업체보다 저가로 입찰하였 다면 이러한 일부 입찰자의 행위는 입찰방해죄에 해당한다.[1]
- 입찰방해죄는 위계 또는 위력 기타의 방법으로 입찰의 공정을 해하는 경우에 성립하는 위태범으로서 결과의 불공정이 현실적으로 나타나는 것을 필요로 하지 않고, 여기서 ‘입찰의 공정을 해하는 행위’란 공정한 자유경쟁을 방해할 염려가 있는 상태를 발생시키는 것, 즉 공정한 자유경쟁을 통한 적정한 가격형성에 부당한 영향을 주는 상태를 발생시키는 것으로, 그 행위에는 가격결정뿐 아니라 ‘적법하고 공정한 경쟁방법’을 해하는 행위도 포함된다[2].
- 이른바 담합행위가 입찰방해죄로 되기 위하여 반드시 입찰참가자 전원과의 사이에 담합 이 이루어져야 하는 것은 아니고, 입찰참가자들 중 일부와의 사이에만 담합이 이루어진 경우라고 하더라도 그것이 입찰의 공정을 해하는 것으로 평가되는 이상 입찰방해죄는 성립한다.[3]
- 입찰방해죄에서 위력이란 사람의 자유의사를 제압, 혼란케 할만한 일체의 유형적 또는 무형적 세력을 말하는 것으로서 폭행, 협박은 물론 사회적․경제적․정치적 지위와 권세에 의한 압력 등을 포함하는 것이다.[4]
- 입찰방해죄는 결과의 불공정이 현실적으로 나타나는 것을 요하지 아니한다.[5]
- 공적․사적 경제주체의 임의선택에 따른 계약체결의 과정에 공정한 경쟁을 해하는 행위 가 개재되었다 하여도 입찰방해죄로 처벌할 수는 없다.[6]

## 같이 보기
- 위험범